# Consell Econòmic, Social i Cultural
El Consell Econòmic, Social i Cultural (ECOSOCC) és una entitat de la Unió Africana que fa de pont entre els governs de la regió i les organitzacions civils d'Àfrica. Està format per
- 2 representants de cada país membre
- 15 coordinadors
- 10 experts d'àrea
- 5 membres encarregats de la renovació de càrrecs

Les àrees en què treballa el consell són: la pau, les infraestructures, el benestar social i la salut, el desenvolupament tecnològic, el comerç, el desenvolupament rural, la igualtat entre gèneres, la sida, la gestió dels ajuts internacionals i la modernització econòmica.